# František Hrubín
František Hrubín (né le 17 septembre 1910 à Prague - décédé le 1er mars 1971 à České Budějovice) est un écrivain et poète tchécoslovaque.

## Biographie
Après le bac qu'il passe en 1932, Hrubín fait des études de philosophie et de théologie. À partir de 1934, il travaille à la bibliothèque de Prague. Il est le cofondateur de la revue pour enfants Mateřídouška.

## Œuvres
Poèmes
- Zpíváno z dálky – 1933 (Chanté de loin)
- Krásná po chudobě – 1935 (Belle après la pauvreté)
- Země po polednách – 1937 (La Terre après midi)
- Včelí plást – 1940 (Rayon de Miel)
- Země sudička – 1941 (La Terre-Parque)
- báseň Jobova noc – 1945, vyjadřování pocitu ohrožení rodné země
- Říkejte si se mnou – 1943
- Hirošima – 1948 (Hiroshima)
- Proměna – 1957 (Métamorphose)
- Romance pro křídlovku – 1962 (Ballade pour clairon)
- Zlatá reneta – 1964

Pièces de théâtre
- Srpnová neděle – 1958 (Un dimanche d'août)
- Křišťálová noc – 1961 (Une nuit de cristal)

Livres pour enfants
- Špalíček pohádek – 1957